# 스티브 프로젝트
스티브 프로젝트(Project Steve)는 스티븐에서 나온 이름(스테파니, 스테판, 에스테반 등)을 가진, "진화론을 지지하는" 과학자들의 명단이다. 이는 창조주의자들의 "진화론을 의심하는" 과학자들의 명단을 만들려는 시도를 NCSE(National Center for Science Education)가 "장난삼아 패러디"(tongue-in-cheek parody)한 것이라 한다. NCSE는 "우리는 대중에게 과학적인 문제가 많은 과학자들을 끌어들인 쪽이 이기는 식으로 결정된다는 잘못된 인상을 주고 싶지 않다"고 말한다. NCSE 측에 따르면 스티브에서 나온 이름을 가진 사람은 전체 중 1% 가량에 지나지 않음에도 불구하고, 스티브 프로젝트의 명단은 그동안 만들어진 어떤 창조설자들의 유사한 명단보다도 많은 수의 과학자들(특히 저명한 생물학자들)을 포함한다.

## 개요
스티브 프로젝트는 고생물학자 스티븐 제이 굴드를 기념하여 이름지어졌다. 명단은 스티븐 호킹과 함께, 노벨상을 수상한 두 명의 스티브(스티븐 추와 스티븐 와인버그)를 비롯해 여러 저명한 과학자들을 포함하고 있다. "스티브계"(Steve-o-meter)에 따르면, 2007년 1월 16일 현재 총 777명의 과학자가 명단에 이름을 실었다.
이들이 서명한 내용은 다음과 같다.

진화는 생물학을 하나로 묶는, 지극히 중요한, 명확히 검증된 원리이며, 과학적인 증거들은 모든 생명체가 공통된 조상을 가짐을 명확히 보여준다. 비록 진화의 양식과 과정에 대해서는 적절한 논의가 이루어지고 있으나, 진화가 발생한다는 사실과 자연 선택이 이를 일으키는 주요 원인임에 대해서는 그다지 과학적 의심의 여지가 없다. 지적 설계를 비롯한 창조주의적 의사 과학을 우리 나라의 공립학교 교과과정에 포함시키려는 시도는 과학적으로 부적합하며 또한 교육적으로 무책임한 일이다.

## 같이 보기
- 날아다니는 스파게티 괴물
- 창조론

²